# Port-Royal (Parijs)
De abdij Port-Royal van Parijs mag niet verward worden met de abdij Port-Royal-des-Champs in de Chevreusevallei. Ze werd gebouwd in Parijs, vanaf 1626, om het moederhuis, Port-Royal-des-Champs, te ondersteunen.

## Geschiedenis
Het klooster werd gesloten in 1790 en vanaf 1793 gebruikt als gevangenis onder de naam prison de Port-libre ou de la Bourbe. Malesherbes, advocaat van Lodewijk XVI tijdens zijn proces, en madame de Tourzel hebben er opgesloten gezeten.

## Logica en relaties met de linguïstiek
De abdij van Port-Royal was een vrouwenklooster en in de zeventiende eeuw was het een belangrijke plaats voor het jansenisme. Het is een plaats waar grote schrijvers en filosofen zoals Blaise Pascal hun studies over de logica, grammatica en theologie oefenden, en christelijke teksten uit het Grieks en Hebreeuws vertaalden.
In 1660 ontwierpen de grammatici van Port-Royal, Antoine Arnauld en Claude Lancelot, twee jansenisten, een grammatica die niet gebaseerd was op het gebruik, maar op de rede. Dit werk kreeg de naam Grammaire générale et raisonnée, omdat ze zich met alle talen bezighield en dit door middel van de rede. Het kan beschouwd worden als de antithese van het werk van Vaugelas. Door het geloof in het bestaan van universele logische mechanismen die elke taal uitdrukt in zijn eigen systeem, duidde dit op de geboorte van de moderne linguïstiek
La logique de Port-Royal werd voor het eerst anoniem gepubliceerd in 1662 in Parijs. Als intellectuele grammatica en compendium van de epistemologie van de filosofie van Descartes en Pascal, is dit werk gestructureerd volgens de vier aspecten van het rationele denken.